# Martinsville (Indiana)
Martinsville – miasto w Stanach Zjednoczonych, w stanie Indiana, w hrabstwie Morgan.